# Фалеоло (аэропорт)

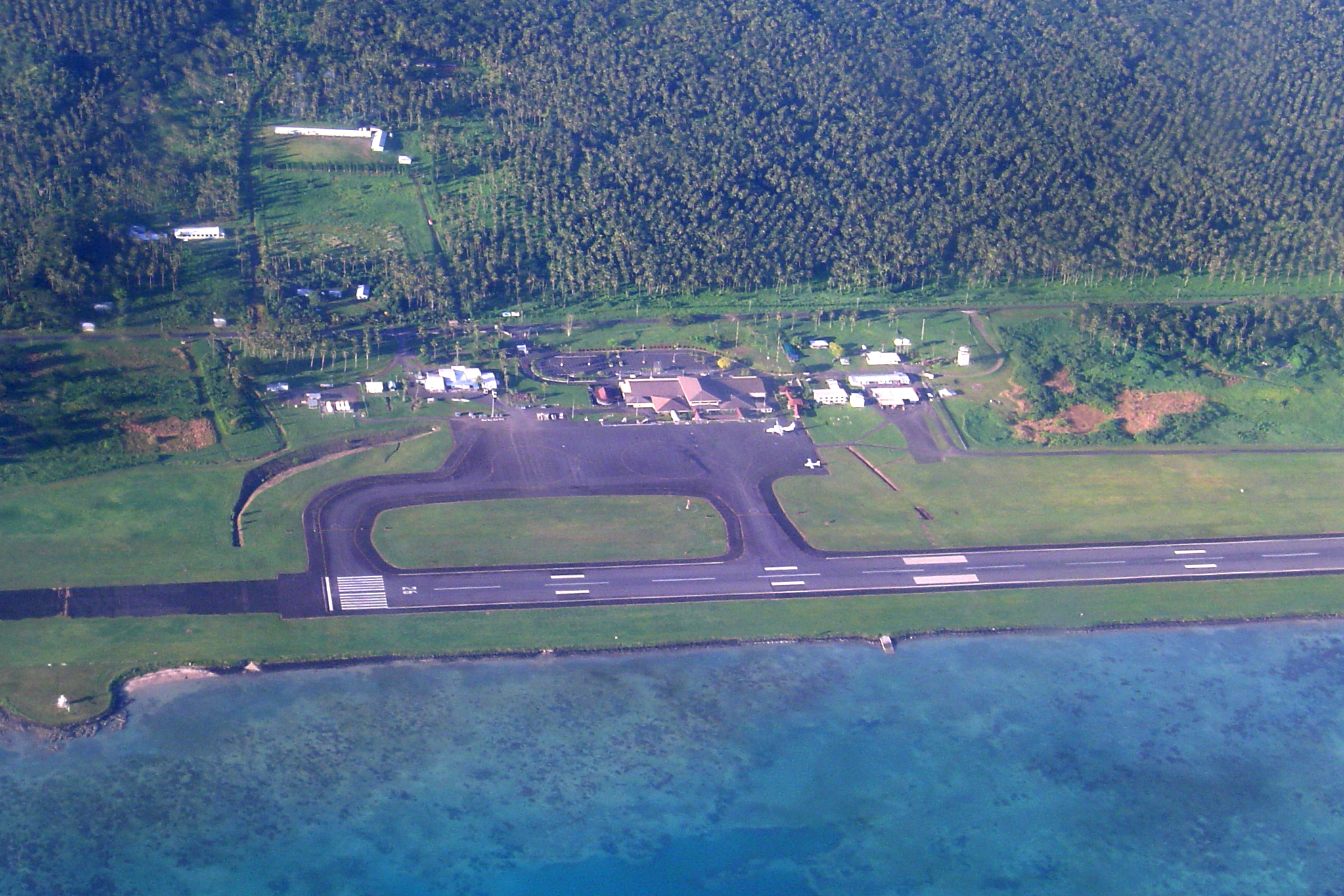
Международный аэропорт Фалеоло с высоты птичьего полёта

Международный аэропорт Фалеоло (англ. Faleolo International Airport, (ИАТА: APW, ИКАО: NSFA)) — гражданский аэропорт, расположенный в 40 километрах к западу от столицы Самоа города Апиа.
До 1984 года Аэропорт Фалеоло принимал реактивные самолёты не крупнее Boeing 737. Большие лайнеры класса Boeing 747, использовавшиеся на дальнемагистральных маршрутах между западным побережьем Соединённых Штатов Америки, Австралией и Новой Зеландией, совершали промежуточные посадки для дозаправки в другом аэропорту Самоа — Международном аэропорту Паго-Паго. После модернизации взлётно-посадочной полосы аэропорт был сертифицирован для приёма крупных самолётов, однако по настоящее время из регулярных международных маршрутов действуют только рейсы в Гонолулу, Окленд и Лос-Анджелес.
На данный момент Международный аэропорт Фалеоло может принимать самолёты Boeing 747, однако длина взлётно-посадочной полосы аэропорта недостаточна для лайнеров Douglas DC-10, а также из-за ограничения в массе не позволяет принимать аэробусы Airbus A340. Крупнейшим из дальнемагистральных самолётов, приземлявшихся в Международном аэропорт Фалеоло, по сей день остаётся Boeing 767.

## Авиакомпании и пункты назначения
Фалеоло — хаб самоанской авиакомпании Talofa Airways.

## Авиапроисшествия и несчастные случаи
- В 2000 году рейс NZ60 авиакомпании Air New Zealand. При заходе на посадку в Международном аэропорту Фалеоло в режиме посадки по приборам Boeing 767 чуть не промахнулся мимо взлётно-посадочной полосы из-за некорректной работы оборудования курсо-глиссадной системы, случайно поврежденного экскаватором. Экипаж успел принять меры по предотвращению катастрофы. Видеоматериал по данному инциденту в настоящее время часто включается в учебные пособия для пилотов[2].